# Ilja Erenburg
Ilja Grigorjewicz Erenburg (ros. Илья́ Григо́рьевич Эренбу́рг; ur. 14 stycznia?/26 stycznia 1891 w Kijowie, zm. 31 sierpnia 1967 w Moskwie) – rosyjski pisarz żydowskiego pochodzenia, publicysta, poeta.

## Życiorys
Pochodził z kupieckiej zasymilowanej rodziny żydowskiej. Uczył się w moskiewskim gimnazjum, gdzie zaprzyjaźnił się z Nikołajem Bucharinem. W wieku 14 lat wstąpił do partii bolszewickiej.  Po zwolnieniu z aresztu, gdzie spędził 5 miesięcy, w 1908 wyjechał do Francji, aby uniknąć procesu za działalność rewolucyjną. W 1910 zadebiutował wydając pierwszy tomik wierszy Stichi (pol. Wiersze). 
Do rewolucji październikowej początkowo odniósł się wrogo, ale w 1923 podjął działalność publicystyczną w charakterze korespondenta radzieckiej gazety „Izwiestija” na Zachodzie, stając się częścią establishmentu. W latach 1936–1939 przebywał w Hiszpanii jako korespondent wojenny. W latach 1941–1945 korespondent wojenny z walk z III Rzeszą. Jako pisarz i publicysta cieszący się dużym autorytetem na Zachodzie wspierał propagandę państwową, tuszując zbrodnie stalinizmu. 
Erenburg najbardziej jest znany obecnie z powieści, będących pamfletami na współczesne czasy i obrazujące tragikomiczne niedostosowanie jednostki do dążącego do uniformizacji świata: Niezwykłe przygody Julia Jurenity i jego uczniów (1922), Miłość Joanny Ney (1924), Rwacz (1925), Burzliwe życie Lejzorka Rojtszwańca (1928), socrealistyczny Dzień wtóry (1934). Po powrocie z Francji napisał Upadek Paryża (1941). Tytuł jego powieści romantycznej Odwilż (1954–1956), będącej niemal całkowitym odstępstwem od zasad obowiązującego socrealizmu, stał się nazwą okresu w historii ZSRR, a także Polski Ludowej. W ostatnich latach życia napisał sześciotomową serię wspomnień Ludzie, lata, życie.
Erenburg został dwukrotnie uhonorowany Nagrodą Stalinowską – w 1942 za Upadek Paryża i w 1948 za Burzę.

### Lata II wojny światowej
W Niemczech był oskarżany o wzywanie do odwetowych aktów przemocy wobec cywilów w Prusach Wschodnich w 1945. Według brytyjskiego historyka Antony’ego Beevora, pośród żołnierzy 4 Armii Pancernej rozpowszechniany był przedruk jego apelu opublikowanego w 1942 w dzienniku „Krasnaja Zwiezda”:

Niejaki Otto Essman pisze do lejtnanta Helmuta Weiganda:
„Mamy tu rosyjskich więźniów. Te typy pożerają dżdżownice na terenie lotniska, rzucają się na wiadro z odpadkami. Widziałem jak jedli chwasty. I pomyśleć, że to – ludzie!..”
Właściciele niewolników, oni chcą przemienić nasz naród w niewolników. Oni wywożą Rosjan do siebie, zastraszają, doprowadzają głodem do szaleństwa, do tego, że umierając ludzie jedzą trawę i robaki, a pieprzony Niemiec ze zgniłym cygarem w zębach filozofuje: „Czy to naprawdę ludzie?..”
My wiemy wszystko. My pamiętamy wszystko. My zrozumieliśmy: Niemcy to nie ludzie. Odtąd słowo „Niemiec” to dla nas najstraszniejsze przekleństwo. Odtąd słowo „Niemiec” odpala broń. Nie będziemy mówić. Nie będziemy się odgrażać. Będziemy zabijać. Jeśli nie zabiłeś w ciągu dnia choć jednego Niemca, twój dzień jest stracony. Jeśli myślisz, że za ciebie Niemca zabije twój sąsiad, nie pojąłeś grozy. Jeśli nie zabijesz Niemca, Niemiec zabije ciebie. On pojmie twoich bliskich i będzie męczyć ich w swoich nędznych Niemczech. Jeśli nie możesz zabić Niemca kulą, zabij go bagnetem. Jeśli na twoim odcinku jest zastój, jeśli czekasz na bój, zabij Niemca przed bojem. Jeśli zostawisz Niemca żywego, Niemiec powiesi rosyjskiego człowieka i zhańbi rosyjską kobietę. Jeśli zabiłeś jednego Niemca, zabij drugiego – nie ma dla nas niczego weselszego od niemieckich trupów. Nie licz dni. Nie licz wiorst. Licz jedno: zabitych przez ciebie Niemców. Zabij Niemca! – to prosi matka staruszka. Zabij Niemca! – to modlą się do ciebie dzieci. Zabij Niemca! – to krzyczy ojczysta ziemia. Nie spudłuj. Nie przepuść. Zabij!

W 1944 roku Ilja Erenburg zasiadał w komisji rządowej (tak zwana komisja Burdenki), która orzekła, że za dokonanie zbrodni katyńskiej odpowiedzialni są Niemcy. 
W Polsce wielokrotnie drukowany i wznawiany od pierwszego wydania Niezwykłych przygód Julia Jurenity... w 1924 (powieść poprzedzona została wstępem Juliusza Kadena-Bandrowskiego). Na język polski przełożono praktycznie całą jego twórczość.

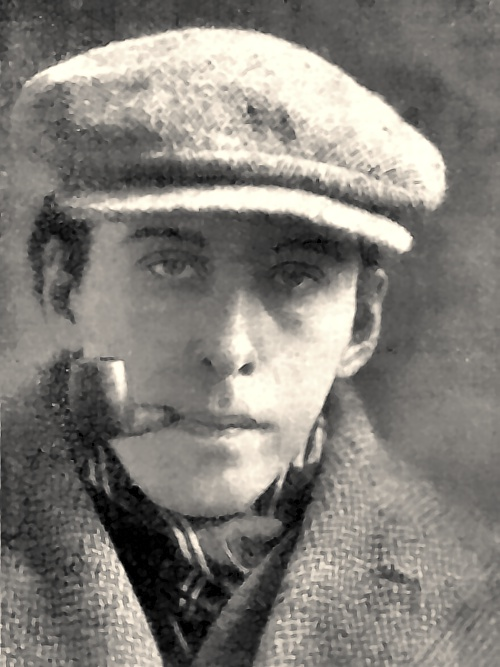
Erenburg w roku 1925

Sygnatariusz apelu sztokholmskiego w 1950 roku. 22 listopada 1950 w Warszawie na II Kongresie Obrońców Pokoju został wybrany w skład Światowej Rady Pokoju.
W latach 60. XX w. pomógł wydać w ZSRR przetłumaczony z jidysz pamiętnik Machy Rolnikas z okresu II wojny światowej.

## Odznaczenia
- Nagroda Stalinowska (dwukrotnie w 1942 i 1948)
- Order Lenina (dwukrotnie w 1944 i 1961)
- Order Czerwonego Sztandaru Pracy
- Order Czerwonej Gwiazdy (1937)
- Medal „Za obronę Moskwy”
- Medal „Za zwycięstwo nad Niemcami w Wielkiej Wojnie Ojczyźnianej 1941–1945”
- Medal „Za ofiarną pracę w Wielkiej Wojnie Ojczyźnianej 1941–1945”
- Medal „W upamiętnieniu 800-lecia Moskwy”
- Medal jubileuszowy „Dwudziestolecia zwycięstwa w Wielkiej Wojnie Ojczyźnianej 1941–1945”
- Oficer Legii Honorowej (Francja)

## Twórczość
(w wyborze)
- 1910 Stichi
- 1916 Wiersze o przedświtach[7]
- 1918 Modlitwa za Rosję (W godzinę śmierci)
- 1919 Ogień
- 1922 Niezwykłe przygody Julia Jurenity i jego uczniów
- 1922 Życie i śmierć Nikołaja Kurbowa
- 1922 Portrety poetów rosyjskich
- 1923 Trust D.E.
- 1925 Rwacz
- 1927 W przechodniej uliczce
- 1928 Burzliwe życie Lejzorka Rojtszwańca
- 1934 Dzień wtóry
- 1935 Jednym tchem
- 1936 Gdzie rozejm nie sięga
- 1941-1942 Upadek Paryża
- 1942-1944 Wojna
- 1946 Czarna księga – praca zbiorowa o Holokauście; Erenburg wraz z Wasilijem Grossmanem był przewodniczącym kolegium redakcyjnego książki[15]
- 1947 Burza
- 1952 Dziewiąta fala
- 1954-1956 Odwilż
- 1960-1965 Ludzie, lata, życie